# Ампарафаравула
Ампарафаравула (малаг. Amparafaravola) — город на Мадагаскаре.

## География
Расположен на северо-востоке центральной части страны, в одноимённом округе в районе Алаутра-Мангуру в провинции Туамасина.

## Население
Население по данным на начало 2012 года составляет 60 491 человек; данные переписи 1993 года сообщают о населении 33 098 человек.

## Экономика
Имеется больница. Около 80 % населения заняты в сельском хозяйстве, 10 % — в скотоводстве, 8 % — в сфере услуг и по 1 % в промышленности и рыболовстве. Основной сельскохозяйственный продукт — рис, другие важные продукты — маниок и кукуруза.